# Vammatar
Vammatar est la déesse finlandaise de la douleur, de la maladie et/ou de la souffrance,. Il existe des récits qui la décrivent comme une déesse encore plus sombre, celle du mal et du malheur. Elle est la fille de Tuoni (dieu des enfers) et de Tuonetar (déesse de la mort). Ses sœurs sont Kipu-tyttö, Kivutar et Loviatar.
Elle est aussi un personnage fictif dans la version des Marvel Comics du mythe de Conan le Barbare, apparaissant comme la reine-sorcière des parcelles d'Hyperborea, ennemie de Conan et alliée de Kulan Gath.